# داپیتان

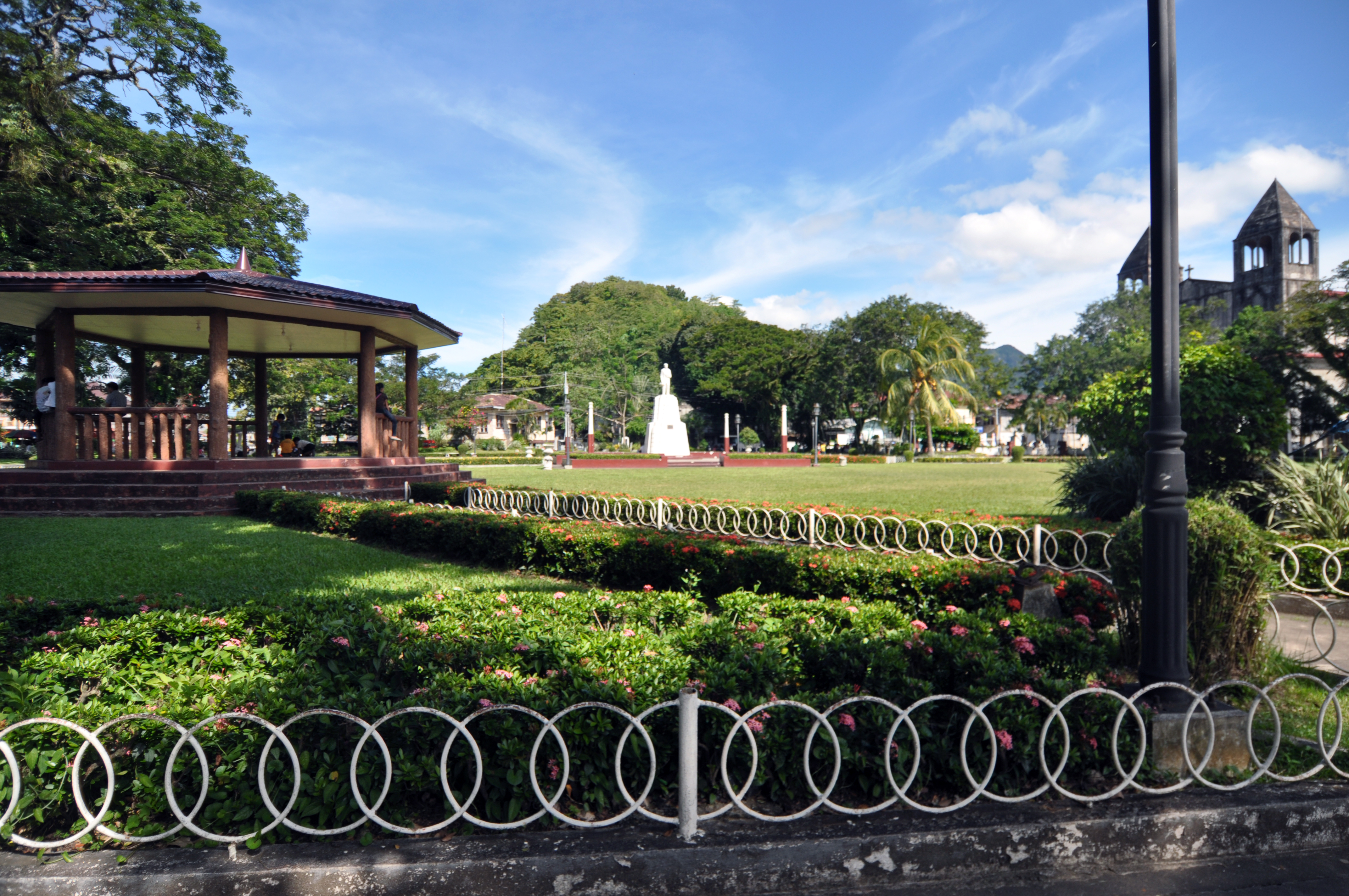
پلازای داپیتان.

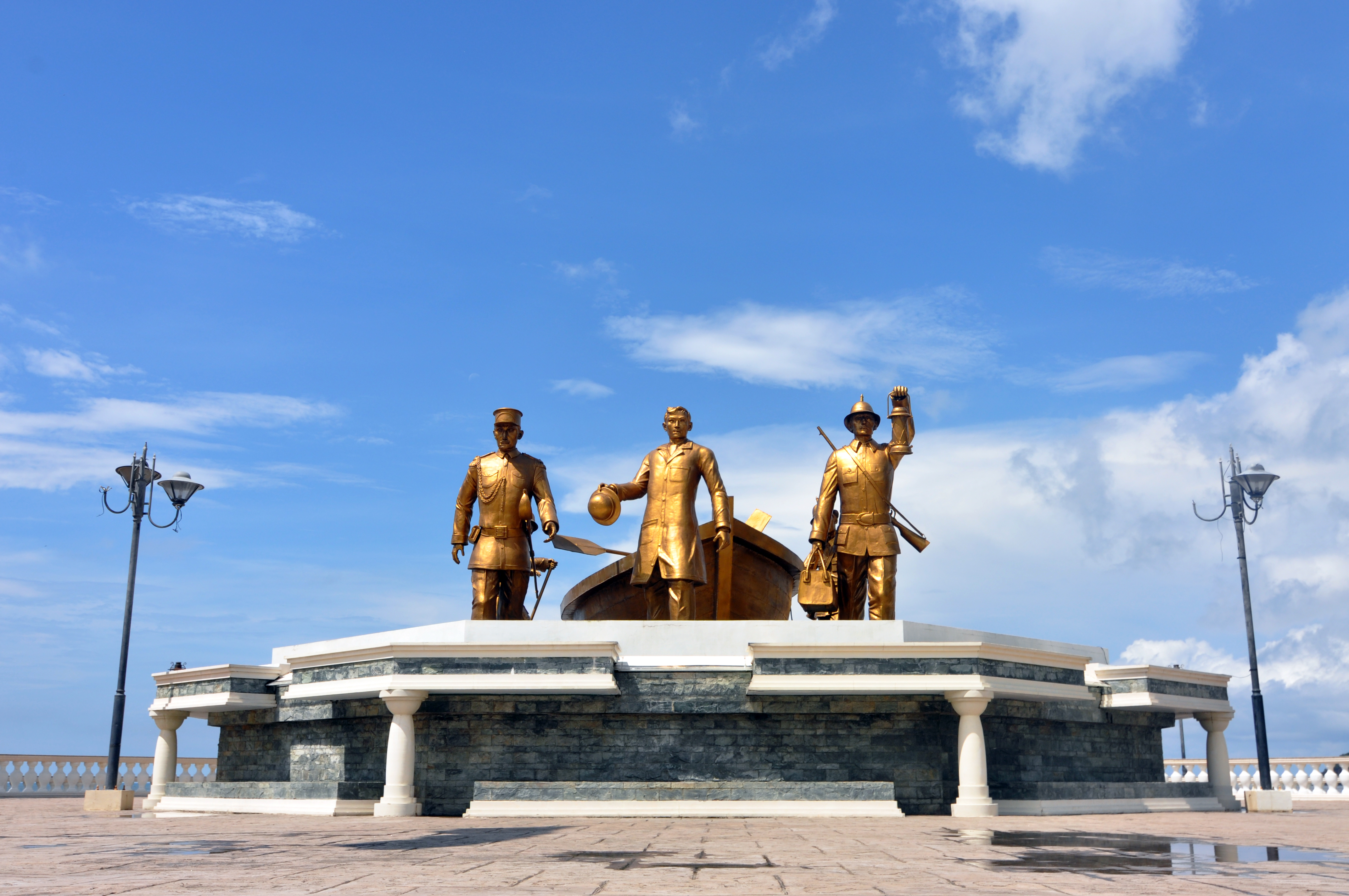
یادمان ریزال

داپیتان یا دپیتن با نام رسمی شهر داپیتان یک شهر درجه سوم در استان زامبوانگای شمالی در کشور فیلیپین است. این شهر در جزیره میندانائو در جنوب فیلیپین قرار گرفته است. با توجه به سرشماری ۲۰۱۵، جمعیت آن ۸۲٬۴۱۸ نفر است.
اهمیت تاریخی شهر در این است که محل تبعید خوزه ریزال مبارز ملی فیلیپین توسط اسپانیایی‌ها به خاطر فعالیت‌های انقلابی اش بود. ریزال یک قهرمان ملی در فیلیپین است و به همین دلیل شهر داپیتان هم به عنوان «شهر حرم در فیلیپین» شناخته می‌شود.

## شهرهای خواهرخوانده
- فریدلنت، جمهوری چک
- Zamboanga شهر، فیلیپین
- دیپلگ شهر، فیلیپین